# Каленик Євген Петрович
Євген Петрович Каленик (10 червня 1937 , Дубове, МАРСР  — невідомо ) — молдавський радянський державний і комуністичний діяч, секретар ЦК КП Молдавії, 1-й заступник голови Ради міністрів Молдавської РСР. Депутат Верховної Ради Молдавської РСР 8—11-го скликань. Член ЦК Комуністичної партії Молдавії. Кандидат сільськогосподарських наук (1967), доцент.

## Життєпис
Народився в селянській родині. У 1959 році закінчив Кишинівський сільськогосподарський інститут імені Фрунзе.
У 1959—1961 роках — агроном колгоспу «Фруктовий Донбас» Дубосарського району Молдавської РСР.
Член КПРС з 1961 року.
У 1961—1962 роках — 1-й секретар Дубосарського районного комітету ЛКСМ Молдавії.
З 1962 року — аспірант Кишинівського сільськогосподарського інституту імені Фрунзе. З 1963 до 1964 року працював в Республіці Куба як спеціаліст сільського господарства. У 1964—1966 роках — аспірант Кишинівського сільськогосподарського інституту імені Фрунзе.
У 1966—1968 роках — заступник секретаря партійного комітету, викладач Кишинівського сільськогосподарського інституту імені Фрунзе.
У 1968—1970 роках — завідувач сектору, заступник завідувача сільськогосподарського відділу ЦК КП Молдавії.
У 1970—1976 роках — 1-й секретар Котовського районного комітету КП Молдавії.
З січня до листопада 1976 року — завідувач сільськогосподарського відділу ЦК КП Молдавії.
23 листопада 1976 — 31 травня 1985 року — секретар ЦК КП Молдавії з питань сільського господарства.
29 березня 1985 — 5 грудня 1986 року — 1-й заступник голови Ради міністрів Молдавської РСР. Одночасно, 3 грудня 1985 — 5 грудня 1986 року — голова Державного агропромислового комітету (Держагропрому) Молдавської РСР.
Подальша доля невідома.

## Нагороди
- орден Жовтневої Революції (10.03.1978)
- орден Трудового Червоного Прапора (8.12.1973)
- орден «Знак Пошани» (8.04.1971)
- ордени
- медалі